# تپه باده آبستان
تپه باده آبستان مربوط به دوران پیش از تاریخ ایران باستان - دوران‌های تاریخی پس از اسلام است و در شهرستان خرم‌آباد، روستای باده آستان واقع شده و این اثر در تاریخ ۱۶ آبان ۱۳۷۹ با شمارهٔ ثبت ۲۸۲۷ به‌عنوان یکی از آثار ملی ایران به ثبت رسیده است.